# Dominique Voynet
Dominique Voynet (ur. 4 listopada 1958 w Montbéliard) – francuska polityk, parlamentarzystka i minister.

## Życiorys
Z wykształcenia lekarz medycyny, absolwentka Université de Franche-Comté. Specjalizowała się w zakresie anestezjologii. W latach 70. zaangażowała się w działalność organizacji ekologicznych, przystąpiła też do Amnesty International. W 1984 znalazła się wśród założycieli Partii Zielonych.
Od 1989 obejmowała różne funkcje w administracji terytorialnej. Przez piętnaście lat była radną Dole. Od 1992 do 1994 zasiadała w radzie regionu Franche-Comté, a w okresie 1998–2004 w radzie generalnej departamentu Jura. W 2008 wygrała wybory na urząd mera Montreuil, sprawując ten urząd do 2014.
W 1991 przez kilka tygodni wykonywała mandat posłanki do Parlamentu Europejskiego III kadencji. Zasiadała w Grupie Zielonych w PE, pracowała w Komisji ds. Transportu i Turystyki. W 1997 uzyskała mandat deputowanej do Zgromadzenia Narodowego w Jurze, z którego zrezygnowała w związku z objęciem urzędu ministra ds. zagospodarowania terytorium i ochrony środowiska w rządzie Lionela Jospina. Stanowisko to zajmowała do 2001.
Od 2004 do 2011 zasiadała w Senacie z departamentu Sekwana-Saint-Denis. Dwukrotnie kandydowała w wyborach prezydenckich z ramienia Zielonych, przegrywając każdorazowo w pierwszej turze. W 1995 otrzymała 3,3% głosów, a w 2007 poparło ją 1,6% głosujących. W wyborach w 2024 ponownie uzyskała mandat deputowanej do niższej izby francuskiego parlamentu.